# Internationaux de Strasbourg 2019
Internationaux de Strasbourg 2019 byl tenisový turnaj pořádaný jako součást ženského okruhu WTA Tour, který se odehrával na otevřených antukových dvorcích městského areálu Tennis Club de Strasbourg. Probíhal mezi 19. až 25. květnem 2019 ve francouzském Štrasburku jako třicátý třetí ročník turnaje.
Turnaj s rozpočtem 250 000 dolarů patřil do kategorie WTA International Tournaments. Nejvýše nasazenou singlistkou se měla stát australská světová osmička Ashleigh Bartyová, která se však odhlásila pro poranění pravé paže. V pozici turnajové jedničky ji nahradila jedenáctá žena světové klasifikace Aryna Sabalenková z Běloruska. Jako poslední přímá účastnice do dvouhry nastoupila 217. hráčka žebříčku Francouzka Chloé Paquetová.
Třetí singlový titul na okruhu WTA Tour vybojovala 19letá Ukrajinka Dajana Jastremská, čímž udržela svou finálovou neporazitelnost. Premiérovou společnou trofej ze čtyřhry túry WTA si odvezl australský pár Darja Gavrilovová a Ellen Perezová.

## Distribuce bodů a finančních odměn

### Distribuce bodů
| Soutěž  | vítězky | finalistky | semifinalistky | čtvrtfinalistky | 16 v kole | 32 v kole | Q  | Q2 | Q1 |
| ------- | ------- | ---------- | -------------- | --------------- | --------- | --------- | -- | -- | -- |
| dvouhra | 280     | 180        | 110            | 60              | 30        | 1         | 18 | 12 | 1  |
| čtyřhra | 280     | 180        | 110            | 60              | 1         | —         | —  | —  | —  |

### Finanční odměny
| Soutěž                                | vítězky | finalistky | semifinalistky | čtvrtfinalistky | 16 v kole | 32 v kole | Q2   | Q1   |
| ------------------------------------- | ------- | ---------- | -------------- | --------------- | --------- | --------- | ---- | ---- |
| dvouhra                               | €34 677 | €17 258    | €9 274         | €4 980          | €2 742    | €1 694    | €823 | €484 |
| čtyřhra                               | €9 919  | €5 161     | €2 770         | €1 468          | €774      | —         | —    | —    |
| částky ve čtyřhře jsou uváděny na pár |         |            |                |                 |           |           |      |      |

## Ženská dvouhra

### Nasazení
| Stát                           | Hráčka             | WTA | Nasazení |
| ------------------------------ | ------------------ | --- | -------- |
| Austrálie                      | Ashleigh Bartyová  | 9.  | 1.       |
| Bělorusko                      | Aryna Sabalenková  | 10. | 2.       |
| Čína                           | Wang Čchiang       | 17. | 3.       |
| Francie                        | Caroline Garciaová | 22. | 4.       |
| USA                            | Sofia Keninová     | 37. | 5.       |
| Ukrajina                       | Dajana Jastremská  | 41. | 6.       |
| Čína                           | Čeng Saj-saj       | 46. | 7.       |
| Čína                           | Čang Šuaj          | 48. | 8.       |
| Žebříček WTA k 13. květnu 2019 |                    |     |          |

### Jiné formy účasti
Následující hráčky obdržely divokou kartu do hlavní soutěže:
- Amandine Hesseová
- Aryna Sabalenková
- Harmony Tanová

Následující hráčka nastoupila do hlavní soutěže pod žebříčkovou ochranou:
- Shelby Rogersová

Následující hráčky postoupily z kvalifikace:
- Marie Benoîtová
- Chan Sin-jün
- Marta Kosťuková
- Astra Sharmová
- Laura Siegemundová
- Renata Zarazúaová

Následující hráčka postoupila z kvalifikace jako tzv. šťastná poražená:
- Diāna Marcinkevičová

### Odhlášení
před zahájením turnaje
- Ashleigh Bartyová → nahradila ji  Diāna Marcinkevičová
- Mihaela Buzărnescuová → nahradila ji  Ču Lin
- Alizé Cornetová → nahradila jiy  Magda Linetteová
- Camila Giorgiová → nahradila ji  Luksika Kumkhumová
- Aleksandra Krunićová → nahradila ji  Fiona Ferrová
- Petra Martićová → nahradila ji  Jessica Pegulaová
- Anastasija Pavljučenkovová → nahradila ji  Shelby Rogersová

## Ženská čtyřhra

### Nasazení
| Stát                                                                       | Hráčka            | Stát             | Hráčka                | WTA | Nasazení |
| -------------------------------------------------------------------------- | ----------------- | ---------------- | --------------------- | --- | -------- |
| Čínská Tchaj-pej                                                           | Čan Chao-čching   | Čínská Tchaj-pej | Latisha Chan          | 34. | 1.       |
| Japonsko                                                                   | Eri Hozumiová     | Japonsko         | Makoto Ninomijová     | 54. | 2.       |
| Polsko                                                                     | Alicja Rosolská   | Čína             | Jang Čao-süan         | 56. | 3.       |
| Chorvatsko                                                                 | Darija Juraková   | Rumunsko         | Ioana Raluca Olaruová | 75. | 4.       |
| Ukrajina                                                                   | Nadija Kičenoková | USA              | Abigail Spearsová     | 80. | 5.       |
| Žebříček WTA k 13. květnu 2019; číslo je součtem umístění obou členek páru |                   |                  |                       |     |          |

### Jiné formy účasti
Následující páry obdržely divokou kartu:
- Fiona Ferrová /  Diane Parryová
- Amandine Hesseová /  Harmony Tanová

Následující pár nastoupil z pozice náhradníka:
- Darja Gavrilovová /  Ellen Perezová

### Odhlášení
před zahájením turnaje
- Čan Chao-čching /  Latisha Chan (změna programu)

## Přehled finále

### Ženská dvouhra
- Dajana Jastremská vs.  Caroline Garciaová, 6–4, 5–7, 7–6(7–3)

### Ženská čtyřhra
- Darja Gavrilovová /  Ellen Perezová vs.  Tuan Jing-jing /  Chan Sin-jün, 6–4, 6–3